# Chézy-en-Orxois
Chézy-en-Orxois és un municipi francès situat al departament de l'Aisne i a la regió dels Alts de França. L'any 2007 tenia 371 habitants.

## Demografia

### Població
El 2007 la població de fet de Chézy-en-Orxois era de 371 persones. Hi havia 140 famílies de les quals 29 eren unipersonals (4 homes vivint sols i 25 dones vivint soles), 49 parelles sense fills, 58 parelles amb fills i 4 famílies monoparentals amb fills.
La població ha evolucionat segons el següent gràfic:
Habitants censats

### Habitatges
El 2007 hi havia 176 habitatges, 141 eren l'habitatge principal de la família, 16 eren segones residències i 19 estaven desocupats. 175 eren cases i 1 era un apartament. Dels 141 habitatges principals, 116 estaven ocupats pels seus propietaris, 16 estaven llogats i ocupats pels llogaters i 8 estaven cedits a títol gratuït; 2 tenien dues cambres, 12 en tenien tres, 33 en tenien quatre i 94 en tenien cinc o més. 110 habitatges disposaven pel capbaix d'una plaça de pàrquing. A 59 habitatges hi havia un automòbil i a 70 n'hi havia dos o més.

### Piràmide de població
La piràmide de població per edats i sexe el 2009 era:
| Homes | Edats   | Dones |
| ----- | ------- | ----- |
| 0     | 95 o +  | 0     |
| 0     | 90 a 94 | 0     |
| 0     | 85 a 89 | 4     |
| 4     | 80 a 84 | 4     |
| 0     | 75 a 79 | 4     |
| 12    | 70 a 74 | 0     |
| 12    | 65 a 69 | 8     |
| 16    | 60 a 64 | 8     |
| 0     | 55 a 59 | 8     |
| 24    | 50 a 54 | 20    |
| 12    | 45 a 49 | 4     |
| 24    | 40 a 44 | 24    |
| 0     | 35 a 39 | 8     |
| 24    | 30 a 34 | 20    |
| 0     | 25 a 29 | 4     |
| 12    | 20 a 24 | 4     |
| 16    | 15 a 19 | 12    |
| 20    | 10 a 14 | 12    |
| 16    | 5 a 9   | 20    |
| 20    | 0 a 4   | 0     |

## Economia
El 2007 la població en edat de treballar era de 225 persones, 165 eren actives i 60 eren inactives. De les 165 persones actives 150 estaven ocupades (79 homes i 71 dones) i 14 estaven aturades (7 homes i 7 dones). De les 60 persones inactives 24 estaven jubilades, 14 estaven estudiant i 22 estaven classificades com a «altres inactius».

### Ingressos
El 2009 a Chézy-en-Orxois hi havia 140 unitats fiscals que integraven 375 persones, la mediana anual d'ingressos fiscals per persona era de 18.666 €.

### Activitats econòmiques
Dels 12 establiments que hi havia el 2007, 1 era d'una empresa alimentària, 4 d'empreses de construcció, 2 d'empreses de comerç i reparació d'automòbils, 1 d'una empresa immobiliària i 4 d'empreses de serveis.
Dels 3 establiments de servei als particulars que hi havia el 2009, 1 era un paleta, 1 fusteria i 1 lampisteria.
L'únic establiment comercial que hi havia el 2009 era una fleca.
L'any 2000 a Chézy-en-Orxois hi havia 14 explotacions agrícoles que ocupaven un total de 1.422 hectàrees.

## Equipaments sanitaris i escolars
El 2009 hi havia una escola elemental integrada dins d'un grup escolar amb les comunes properes formant una escola dispersa.

## Poblacions més properes
El següent diagrama mostra les poblacions més properes.